# Skunk Anansie
Skunk Anansie – angielska rockowa grupa muzyczna, znana dzięki wokalistce, Skin (Deborah Anne Dyer). Nazwa zespołu pochodzi od skunksa i legendarnego boga z Afryki Zachodniej – Anansi. Grupa została utworzona w 1994.
Skunk Anansie został zauważony w 1994 roku na swoim drugim koncercie przez Ricka Lennoxa. Po paru miesiącach zespół rozpoczął współpracę z One Little Indian Records. Ich pierwszym singlem była "Little Baby Swastikkka". Następny singiel to "Selling Jesus", który dotarł do pierwszych dziesiątek brytyjskich list niezależnych i do miejsca 46 zestawienia Top100. Utwór znalazł się również na ścieżce dźwiękowej filmu Strange Days.
Po współpracy z Björk przy jej singlu "Army of Me", zespół, wspólnie z producentem Andym Wallace’em, rozpoczął pracę nad swoim pierwszym albumem, Paranoid & Sunburnt, który ukazał się we wrześniu 1995 roku. "I Can Dream", singiel z tego albumu, dotarł do brytyjskiego Top 40. W tym czasie grupa koncertowała z Therapy? oraz pojawiła się w pierwszej edycji programu telewizyjnego The White Room w Channel 4.
W 1996 roku, zespół został nominowany do nagrody MTV Europe Music Award w kategorii debiuty. W 1997 roku uzyskał kolejne nominacje MTV – najlepsza grupa koncertowa oraz najlepsza grupa rockowa.
Skunk Anansie zawiesili działalność w 2001 roku, powracając w 2009. 

## Dyskografia
Albumy
| Rok                            | Tytuł                                                                       | Pozycja na liście | Pozycja na liście | Pozycja na liście | Pozycja na liście | Pozycja na liście | Pozycja na liście | Pozycja na liście | Pozycja na liście | Pozycja na liście | Pozycja na liście | Pozycja na liście | Pozycja na liście | Certyfikat            |
| Rok                            | Tytuł                                                                       | UK                | DEU               | FRA               | NOR               | SWE               | FIN               | NLD               | AUS               | CHE               | AUT               | NZL               | POL               | Certyfikat            |
| ------------------------------ | --------------------------------------------------------------------------- | ----------------- | ----------------- | ----------------- | ----------------- | ----------------- | ----------------- | ----------------- | ----------------- | ----------------- | ----------------- | ----------------- | ----------------- | --------------------- |
| 1994                           | Paranoid and Sunburnt - Data: 21 września 1995 - Wydawca: One Little Indian | 8                 | 37                | —                 | 34                | 7                 | —                 | 22                | —                 | —                 | 19                | —                 | —                 | - UK: platynowa płyta |
| 1996                           | Stoosh - Data: 20 maja 1996 - Wydawca: One Little Indian                    | 9                 | 11                | 31                | 8                 | 18                | 11                | 5                 | —                 | 8                 | 6                 | —                 | —                 | - UK: platynowa płyta |
| 1999                           | Post Orgasmic Chill - Data: 22 marca 1999 - Wydawca: Virgin Records         | 16                | 5                 | 19                | 8                 | 31                | 12                | 10                | 27                | 10                | 6                 | 27                | —                 | - UK: złota płyta     |
| 2009                           | Smashes and Trashes - Data: 14 września 2009 - Wydawca: Virgin Records      | 74                | 53                | —                 | —                 | —                 | —                 | 30                | —                 | 31                | 44                | —                 | 47                | - POL: złota płyta    |
| 2010                           | Wonderlustre - Data: 13 września 2010 - Wydawca: V2 Records                 | 58                | 27                | 67                | —                 | —                 | —                 | 12                | —                 | 11                | 33                | —                 | 9                 | - POL: złota płyta    |
| 2012                           | Black Traffic - Data: 17 września 2012 - Wydawca: 100%                      | 42                | —                 | —                 | —                 | —                 | —                 | 32                | —                 | 7                 | 28                | —                 | 11                |                       |
| 2016                           | Anarchytecture - Data: 15 stycznia 2016 - Wydawca: Boogooyamma              | 85                | 52                | 105               | —                 | —                 | —                 | 37                | —                 | 11                | 48                | —                 | —                 |                       |
| "—" pozycja nie była notowana. |                                                                             |                   |                   |                   |                   |                   |                   |                   |                   |                   |                   |                   |                   |                       |

Single
| Rok                            | Tytuł                                 | Listy przebojów | Listy przebojów | Album                 |
| Rok                            | Tytuł                                 | LP3             | SLiP            | Album                 |
| ------------------------------ | ------------------------------------- | --------------- | --------------- | --------------------- |
| 1995                           | Little Baby Swastikkka                | —               | —               | Paranoid and Sunburnt |
| 1995                           | Selling Jesus                         | —               | —               | Paranoid and Sunburnt |
| 1995                           | I Can Dream                           | —               | —               | Paranoid and Sunburnt |
| 1995                           | Charity                               | —               | —               | Paranoid and Sunburnt |
| 1996                           | Weak                                  | —               | —               | Paranoid and Sunburnt |
| 1996                           | All I Want                            | —               | 49              | Stoosh                |
| 1996                           | Twisted (Everyday Hurts)              | —               | —               | Stoosh                |
| 1997                           | Hedonism (Just Because You Feel Good) | 28              | 7               | Stoosh                |
| 1997                           | Brazen (Weep)                         | —               | 8               | Stoosh                |
| 1999                           | Charlie Big Potato                    | 20              | 9               | Post Orgasmic Chill   |
| 1999                           | Secretly                              | 14              | 8               | Post Orgasmic Chill   |
| 1999                           | Lately                                | 28              | 12              | Post Orgasmic Chill   |
| 1999                           | You'll Follow Me Down                 | 26              | 13              | Post Orgasmic Chill   |
| 2009                           | Tear the Place Up                     | —               | —               | Smashes and Trashes   |
| 2009                           | Because of You                        | 16              | 6               | Smashes and Trashes   |
| 2009                           | Squander                              | 4               | 13              | Smashes and Trashes   |
| 2010                           | My Ugly Boy                           | 30              | 2               | Wonderlustre          |
| 2010                           | Over the Love                         | 24              | 8               | Wonderlustre          |
| 2011                           | Talk Too Much                         | —               | 4               | Wonderlustre          |
| 2011                           | You Saved Me                          | 28              | 3               | Wonderlustre          |
| 2012                           | I Believed in You                     | 25              | 13              | Black Traffic         |
| 2015                           | Love Someone Else                     | 35              |                 | Anarchytecture        |
| 2025                           | Lost & Found                          |                 |                 |                       |
| "—" pozycja nie była notowana. |                                       |                 |                 |                       |